# Polypodium hispidulum
Polypodium hispidulum là một loài thực vật có mạch trong họ Polypodiaceae. Loài này được Bartlett miêu tả khoa học đầu tiên năm 1907.